# Anselme Dimier
Pour les articles homonymes, voir Dimier.
Anselme Dimier, né Joseph Dimier le 20 février 1898 à Valenciennes et mort le 4 mai 1975 à l'abbaye Notre-Dame de Scourmont, à Chimay, est un moine trappiste français, spécialiste de l'histoire cistercienne.

## Biographie

### Jeunesse et famille
Joseph Dimier naît le 20 février 1898 à Valenciennes. Cependant toute sa famille est originaire de Savoie, et ce n'est qu'à cause du métier de son père, agrégé de philosophie et professeur successivement dans les lycées de Saint-Omer puis de Valenciennes qu'il naît dans le Nord,.
Lors de l'expulsion des congrégations, son père Louis Dimier, profondément croyant, marque son attachement à une des communautés expropriées : il est révoqué pour cet acte. Par la suite, il devient historien de l'art, spécialisé dans la peinture française de la Renaissance ; politiquement, il rejoint Charles Maurras et l'Action française avant de s'en séparer en 1920,.

### Études et engagement militaire
Joseph Dimier effectue ses études à Louis-le-Grand jusqu'en 1916, puis s'engage dans les chasseurs alpins (22e BCA) lors de la première Guerre mondiale. En octobre 1917, il est envoyé sur le Plateau de Californie, à l'ouest du Chemin des Dames. Son bataillon rejoint ensuite le front italien, en Vénétie, sur la Piave, pendant cinq mois ; de juin à septembre 1918, il est de nouveau sur le front picard et champenol, où il est blessé deux fois. Il est décoré de la médaille militaire puis de la Légion d'honneur. Après sa convalescence, en 1919, il est envoyé pour aider à l'encadrement des bataillons d'infanterie légère d'Afrique en Tunisie. Son engagement lui inspire plus tard un ouvrage, Un régulier chez les joyeux,.

### Engagement religieux
Dès 1920, sa vocation monastique s'affirme. Toutefois, elle n'est pas immédiatement suivie d'effet. Entre 1918 et 1924, sa vie sentimentale est complexe, alternant un désir de mariage, son désir de vie religieuse et une relation avec une danseuse. Durant ces années, son refuge est dans la pratique sportive, en particulier le rugby, l'athlétisme et la boxe ; il s'embauche également comme ouvrier agricole l'été,.
Le 16 juillet 1926, il postule dans la communauté trappiste de Tamié ; c'est à ce moment qu'il choisit le prénom d'Anselme, en souvenir d'Anselme de Cantorbéry. Le 16 juillet 1928, il y prononce ses premiers vœux ; le 16 octobre 1932, il est ordonné prêtre. Son abbé est alors Dom Alexis Presse, qui, en 1936, part restaurer l'abbaye de Boquen, dans les Côtes-du-Nord. En 1949, Anselme Dimier demande son transfert à Scourmont où il reste jusqu'à la fin de sa vie, mais obtenant pour ses recherches historiques (notamment pour des campagnes de fouilles archéologiques) une grande liberté de mouvement.
En 1939, il choisit de se réengager dans l'armée quand commence la seconde Guerre mondiale. Il est incorporé au 7e bataillon de chasseurs alpins, toujours à Albertville. Il participe notamment à la bataille de l'Ailette,.

## Travaux
Dès 1927, la passion d'Anselme Dimier pour l'histoire de l'ordre cistercien s'affirme ; il obtient du père abbé de Tamié, Dom Alexis Presse, de pouvoir fonder une bibliothèque encyclopédique consacrée à l'histoire cistercienne.

## Distinctions
- Chevalier de la Légion d'honneur
- Médaille militaire